# St.-Pauli-Kirche (Hamburg-Altona-Altstadt)

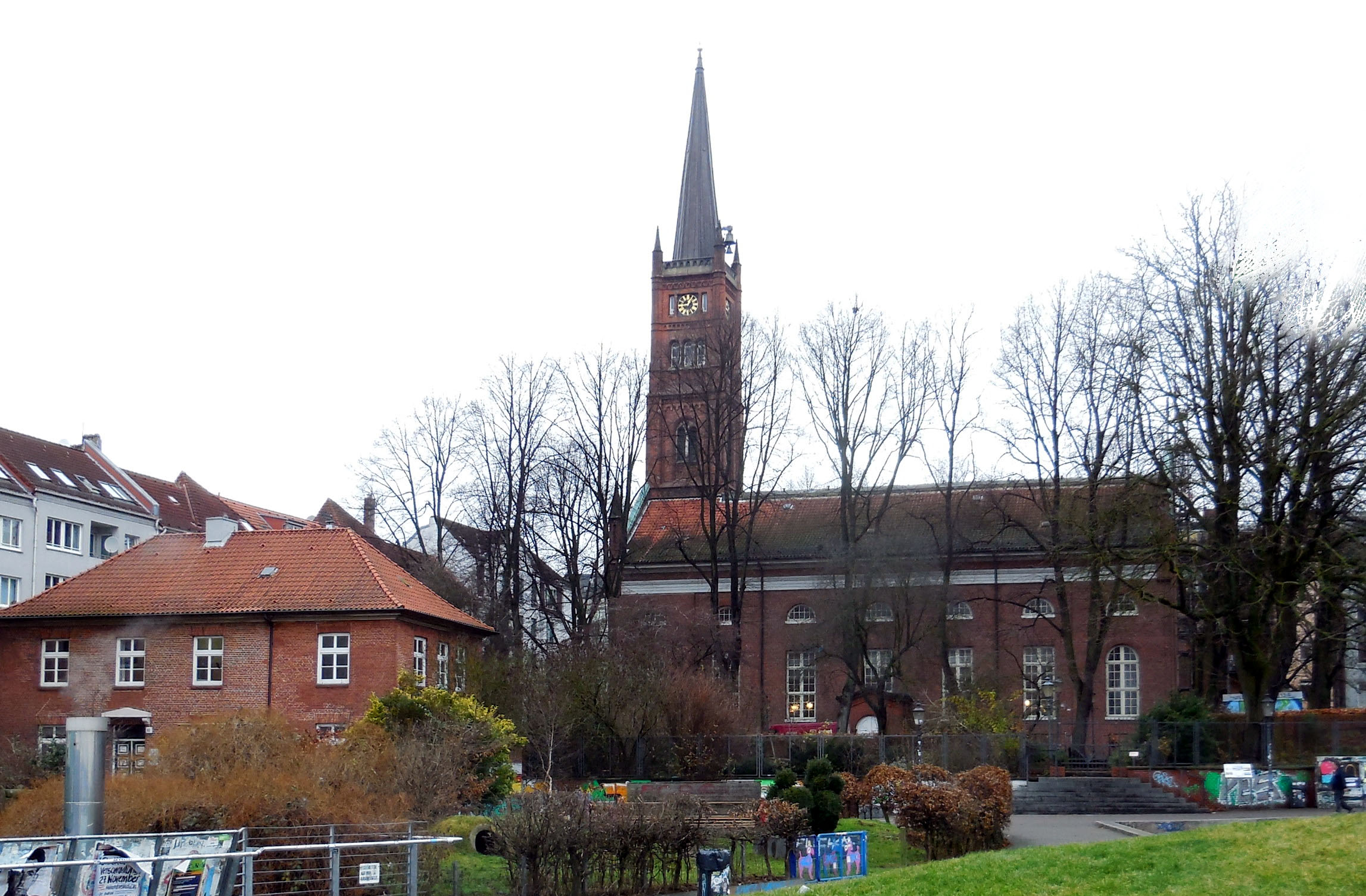
Ansicht der Kirche vom Elbhang her

Die evangelisch-lutherische Kirche St. Pauli steht im Hamburger Stadtteil Altona-Altstadt an der Straße Pinnasberg. Bis zu einer Änderung der Stadtteilgrenzen im Jahre 1938 gehörte die Kirche zum Stadtteil St. Pauli, für den sie 1833 namensgebend gewesen war.

## Vorgängerkirche
Der Vorgänger des Gotteshauses war eine bereits nach dem Apostel Paulus  benannte kleine Fachwerkkirche aus dem Jahr 1682, die für die damals vor den Hamburger Stadtmauern gelegene Vorstadt gebaut wurde. Sie war leicht und einfach konstruiert, besaß nur im Westen eine massive Steinwand und ein kleines hölzernes Glockenhaus an der nordöstlichen Ecke. Wie der ganze Stadtteil wurde sie im Januar 1814 während der Hamburger Franzosenzeit niedergebrannt. Ein kleiner Teil des Inventars konnte vorher geborgen werden, das sich nunmehr in der nachfolgend errichteten Kirche befindet.

## Bau der Kirche

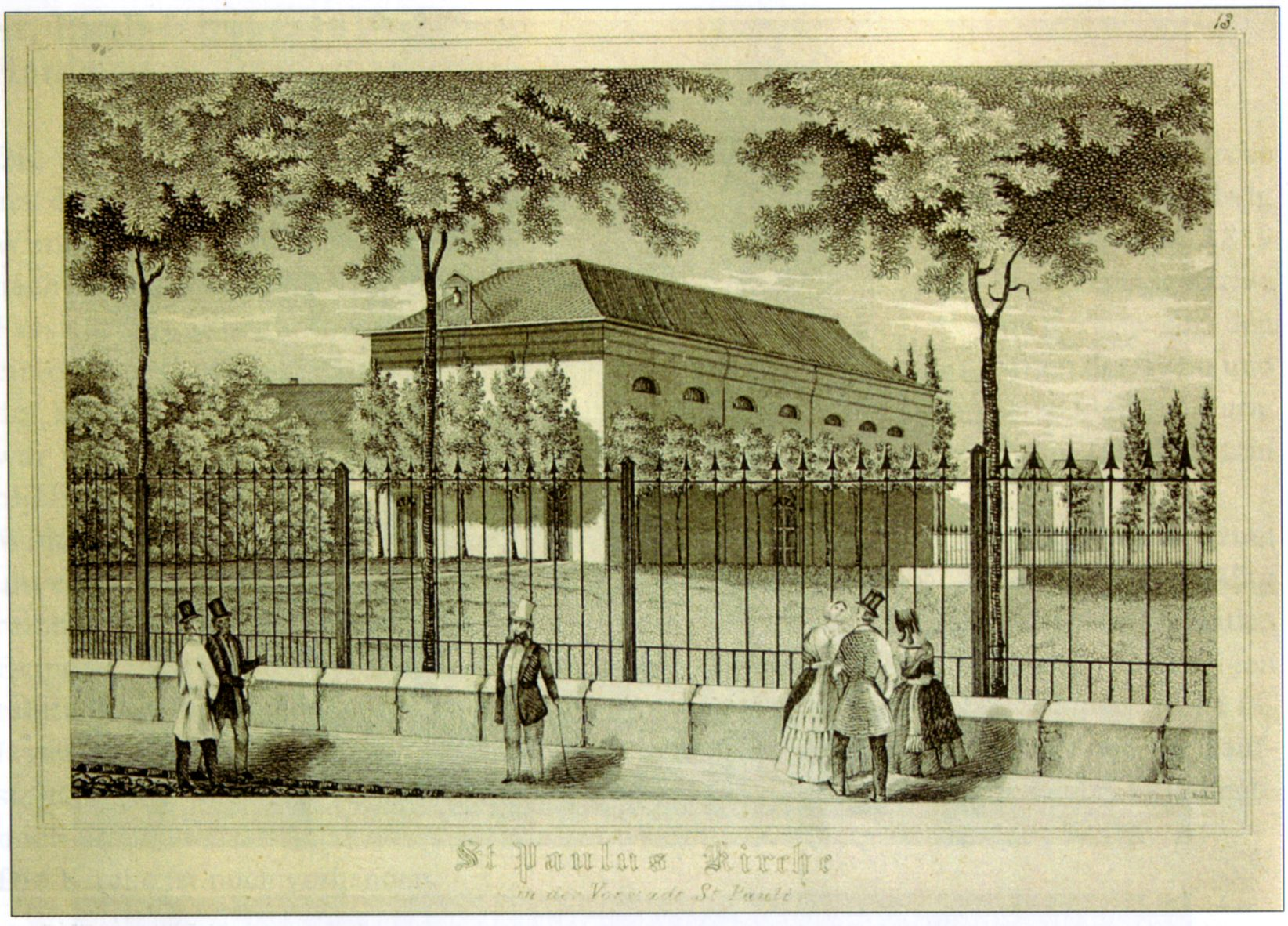
St. Pauli Kirche um 1819 noch ohne Turm

Der teilweise durch französische Reparationszahlungen finanzierte Neubau wurde 1819/1820 nach Plänen und unter Leitung von Carl Ludwig Wimmel als klassizistische Saalkirche mit seitlichen Emporen und einer Altarnische errichtet. Die damalige Dachkonstruktion als Tonnengewölbe war an allen Seiten abgewalmt. Im gleichen Jahr kamen auch die beiden die Kirche im Süden flankierenden Gebäude (damals als Pastorat, Schule und Küsterwohnung) zur Ausführung. Wimmel hatte in allen ursprünglichen Entwürfen einen zunächst großen, später niedrigen klassizistischen Turm vorgesehen, der jedoch nicht gebaut wurde, da die Kirchengemeinde nicht die erforderlichen Geldmittel aufbringen konnte. Die Glocke der Kirche hing in einem simplen Holzgerüst auf der östlichen Seite des Dachansatzes.
Ab 1842 begann die Gemeinde mit einer Sammlung zum Bau eines Kirchturms, die recht schnell größere Summen ergab. Nach dem Hamburger Brand wurde jedoch beschlossen, alle bisher zusammengekommenen Mittel zur Unterstützung des Wiederaufbaus von St. Petri und St. Nikolai zu verwenden. Auch 1847 wurde der Bau eines Turms erneut zugunsten eines Schulneubaus in der Antonistraße zurückgestellt. Ab 1850 setzte sich der damalige Pastor Carl Heinrich Behrens intensiv für den Bau eines Turmes ein, und es gelang ihm, in den folgenden Jahren die nötigen Mittel dafür zu beschaffen. Im Jahr 1864 konnte der Turmbau abgeschlossen werden, nunmehr durch einen Entwurf des Architekten Max Wallenstein im Stil der Neugotik modifiziert. Am  27. Dezember 1864 weihte die Gemeinde den Turm ein. Zeitgleich wurde die ursprünglich klassizistische Ostfassade entfernt, die Dachform geändert und dafür zwei Giebel erbaut.

## Außenarchitektur

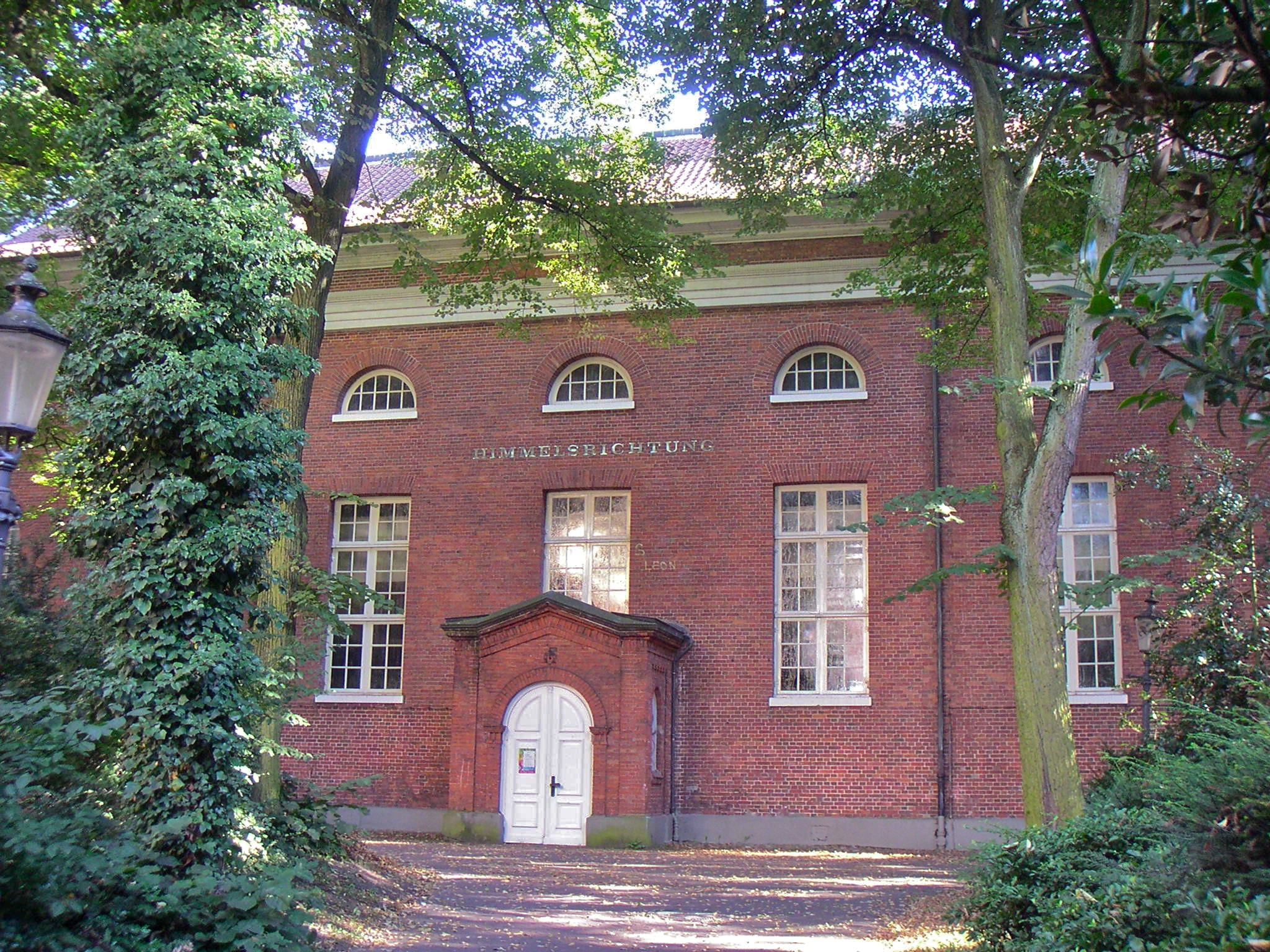
Nordfassade des Kirchenschiffs

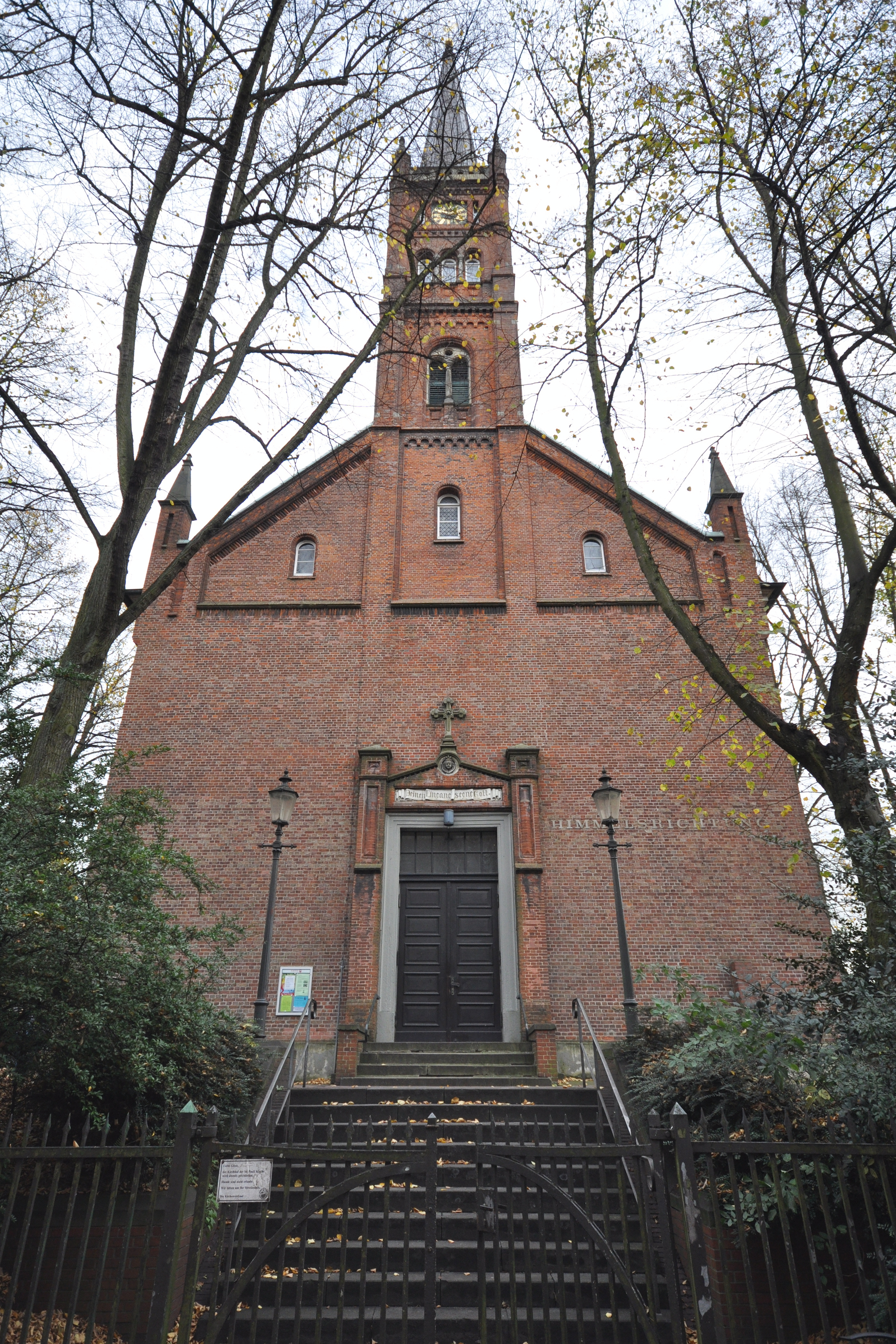
Westfassade und Turm

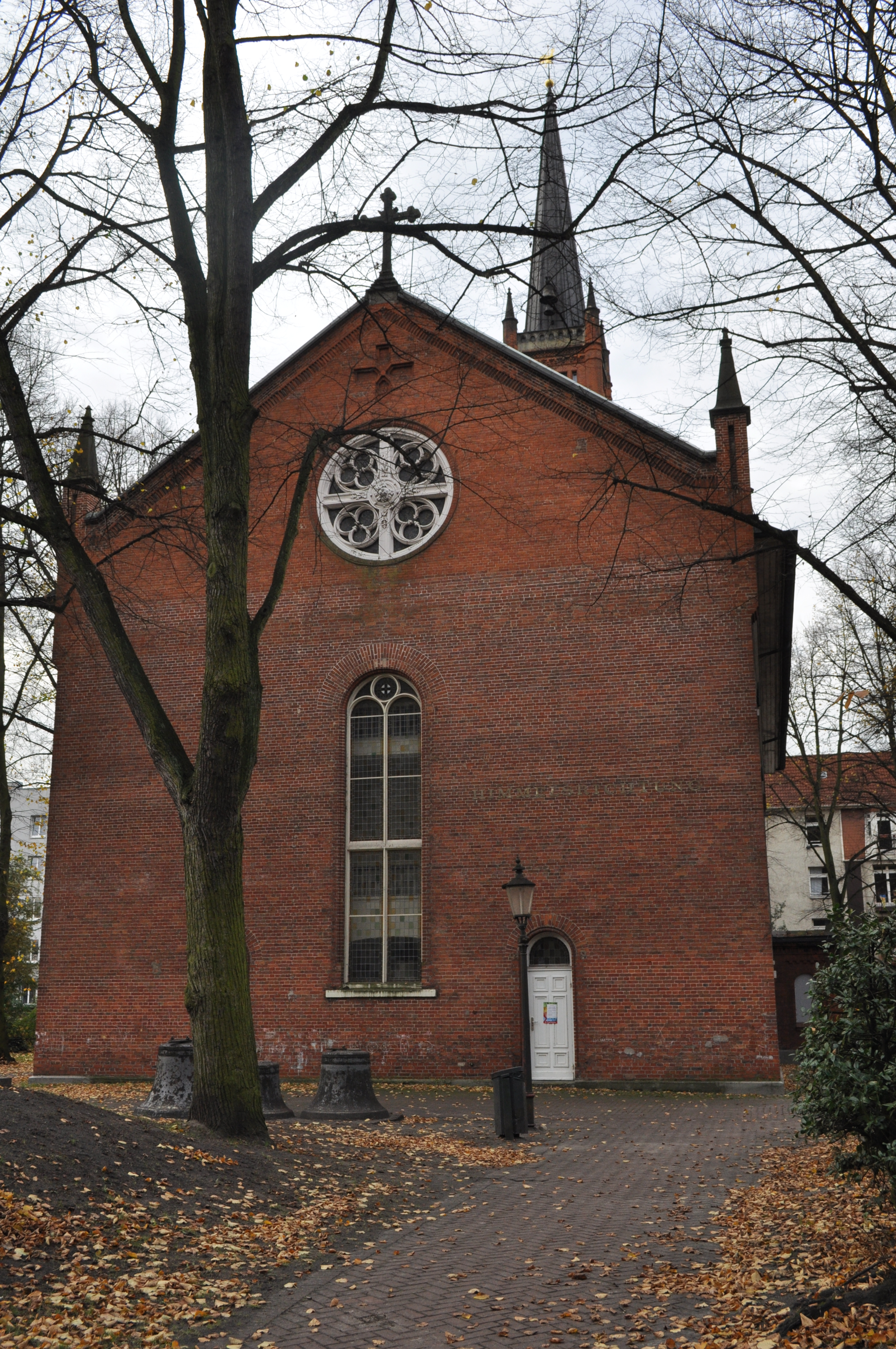
Ostfassade

Grundriss und Fassade der Kirche hielten sich an das in der Bauzeit gängige Schema für kleine Kirchenbauten. Wimmels Entwürfe für die äußere Gestalt sind stark von Kirchen des dänischen Architekten Christian Frederik Hansen beeinflusst. Dies zeigt sich vor allem in der Gliederung der Seitenfassaden durch Rechteck- und Halbbogenfenster und das mehrfach profilierte Kranzgesims. Die Bebauung des Grundstücks entspricht ebenfalls zeittypischen Symmetrievorstellungen, die zentral angeordnete Kirche in strikter Ost-West-Ausrichtung wird durch vier Nebengebäude auf den Grundstücksecken ergänzt.
Der gesamte Kirchenbau hat eine Fläche von etwa 30 × 18 m, der Turm mit fast quadratischer Grundfläche von 5 × 5 m ist rund 35 Meter hoch.

## Ausstattung

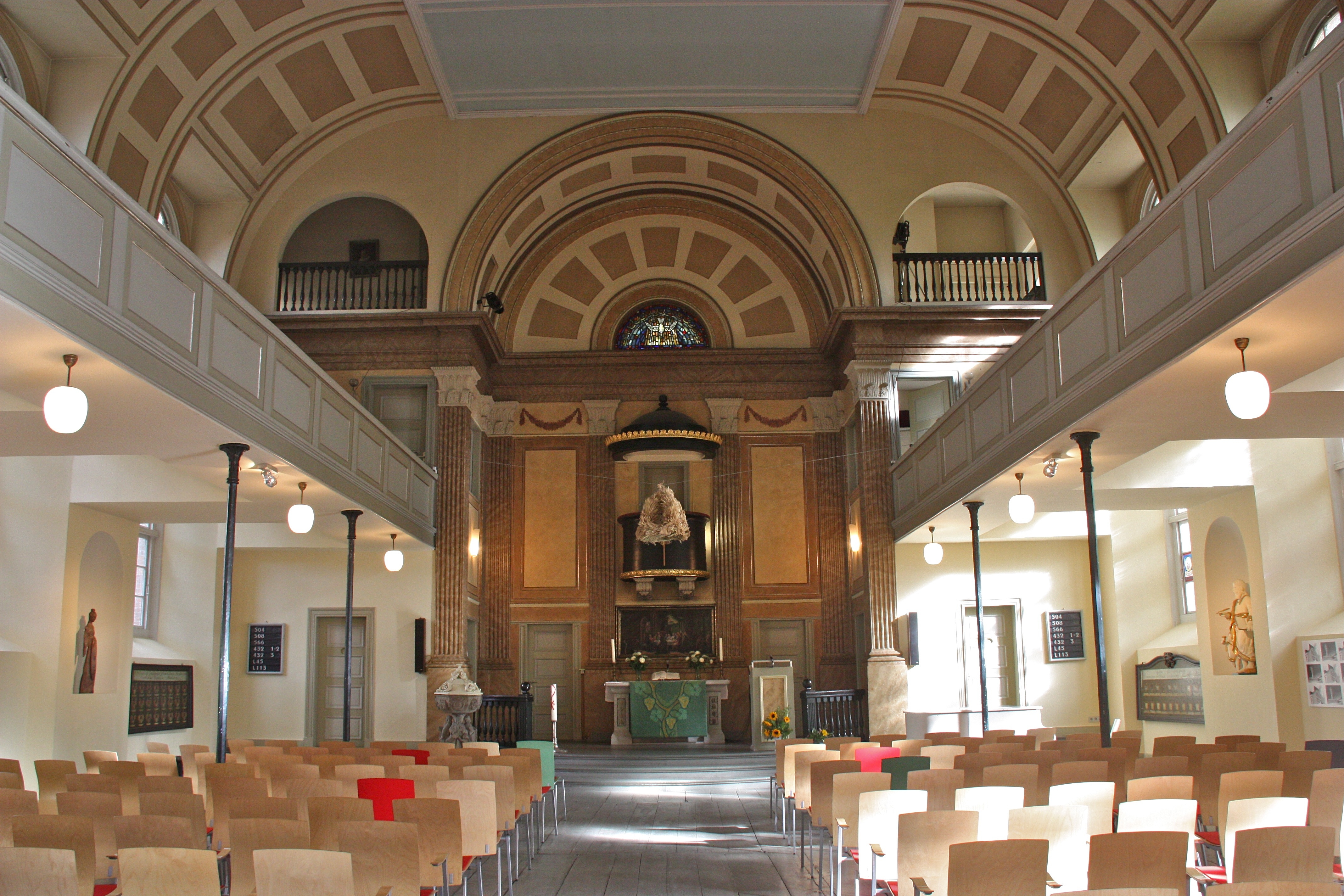
Innenansicht mit Blick zum Altarraum

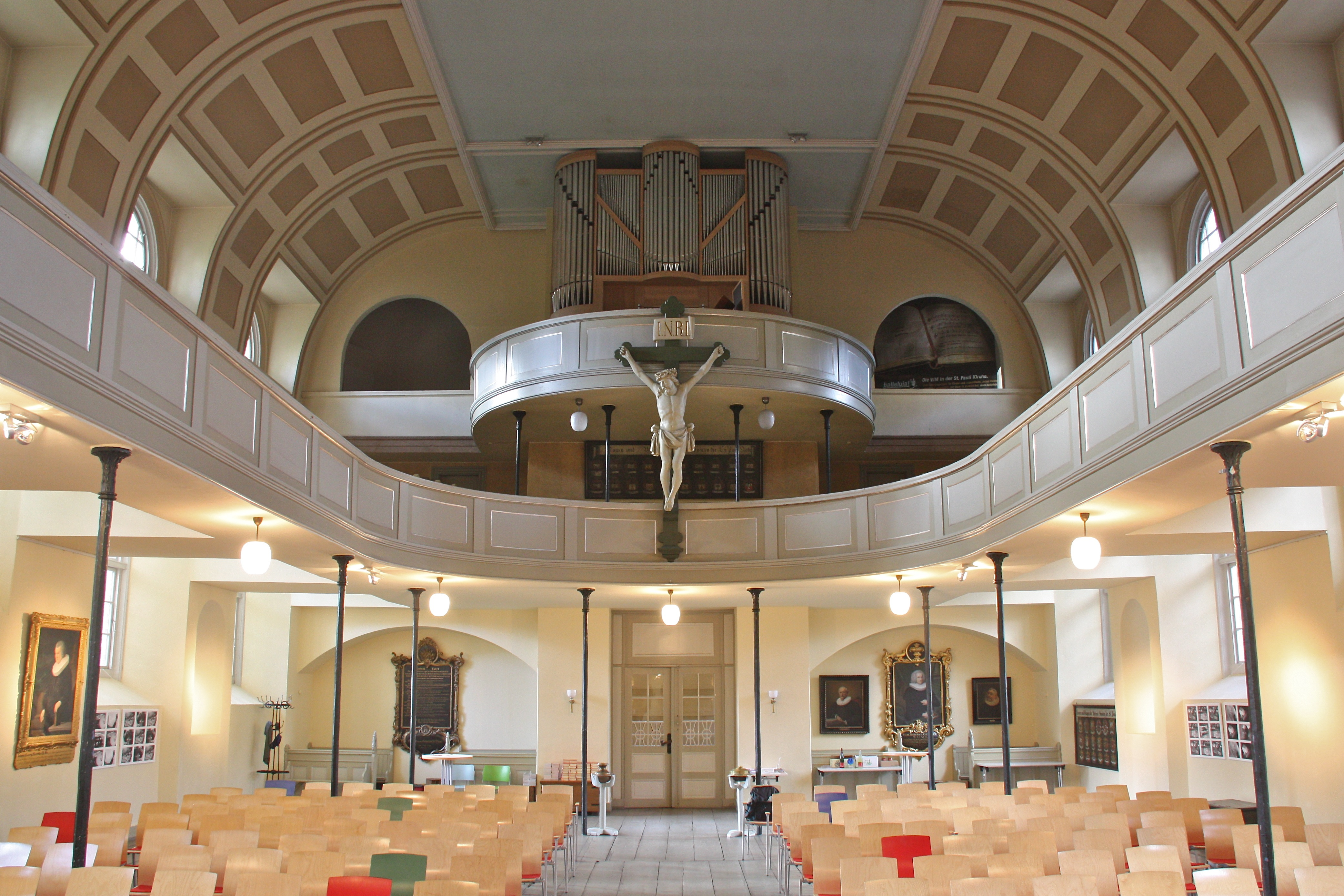
Innenraum,
Blick zu den Emporen

Carl Ludwig Wimmel hat mit der Gestaltung des Innenraums eine besondere eigene Leistung vorgelegt. Der helle Emporensaal mit seinen klaren Proportionen ist auf den zentralen Kanzelaltar und die reichhaltig gegliederte Ostwand ausgerichtet. Der Altarraum wird von zwei Nebenräumen flankiert und bildet eine rechteckige Nische, die von einem Halbkreisbogen nach oben abgeschlossen wird. Raumprägend sind die an der Westseite übereinander liegenden gegenläufig geschwungenen Emporen. Auffällig sind die schlanken Eisensäulen, die die Emporen tragen und für die sich der Architekt erst in späten Entwürfen endgültig entscheiden konnte.
An den Seitenwänden des Innenraums hängen verschiedene Gemälde lokal bekannter Pastoren und Aufstellungen der Wappen von Pastoren und Kirchenjuraten. Von den ursprünglichen Bankreihen sind nach einer Renovierung 1993 heute nur noch zwei kurze Reihen an der westlichen Wand übrig geblieben, die ehemalige Senatsbank (erkennbar am Hamburger Wappen) und die ehemalige Abendmahlsbank.
Die ältesten Teile der Innenausstattung stammen aus dem späten 17. Jahrhundert und standen schon in der ersten Kirche. Der Fuß des Taufbeckens stammt aus dem Jahr 1693, seine Messingschale ist von 1744. Während der Renovierung 1993 verschwand der Deckel des Taufbeckens. Er wurde anschließend durch einen neuen ersetzt, der eine weitgehende Kopie des alten Stückes ist, auf dem sich allerdings die beiden Jahreszahlen 1693 und 1993 genauso finden wie Anspielungen auf den Charakter des modernen St. Pauli als Vergnügungsviertel. Die Holzstatue des Apostels Paulus wird auf Ende des 17. Jahrhunderts datiert. Das heute die beiden Emporen verbindende Kruzifix von 1690 ist möglicherweise ein Werk des Barockbildhauers Christian Precht.

## Orgel

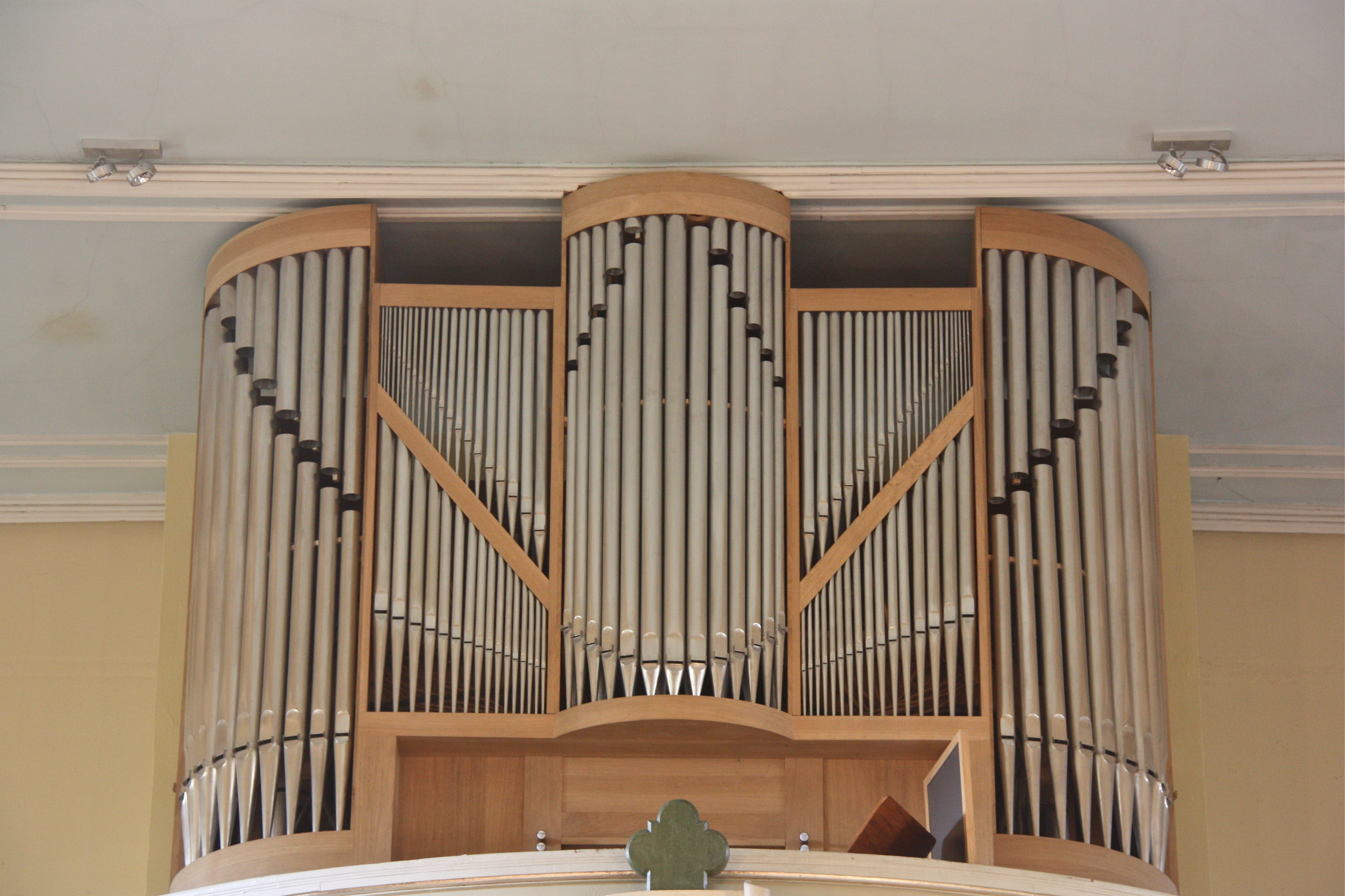
Ansicht der Orgel (Bartelt Immer, 2011)

Die Orgeln der beiden aufeinander folgenden Kirchenbauten haben eine bewegte Geschichte. Der Biograf des Orgelbauers Arp Schnitger, Siwert Meijer, der im 19. Jahrhundert auf damals noch erhaltene Unterlagen der Schnitgerschen Werkstatt zurückgreifen konnte, überlieferte Schnitgers Aussage, er habe „1687 op den Hamburger berg een klein Orgel“ gebaut. Otto Diedrich Richborn, ein früherer Mitarbeiter Schnitgers, ersetzte dessen Orgel bereits 1718–1721 durch einen Neubau. Aus Schnitgers Orgel übernahm Richborn wohl nichts, denn er nahm das Vorgänger-Instrument für 100 Mark lüb. in Zahlung, und der erhaltene Kontrakt verweist auf keine Übernahmen aus dem Altbestand. Eine erhaltene Entwurfszeichnung des Gehäuses zeigt, dass das Äußere der Richborn-Orgel ganz Schnitgerschen Gestaltungsprinzipien folgte. Die Schnitzereien sollte Johann Precht (1665–1730) fertigen.
Der Brand der Kirche am 3. Januar 1814 löste zwar den Kirchenneubau aus, die Richborn-Orgel war jedoch in der Woche zuvor nebst anderem Interieur ausgeräumt worden und blieb dadurch zunächst erhalten. Der Orgelbauer Johann Heinrich Wohlien stellte sie mit neuem Gehäuse und einigen wenigen Änderungen im Registerbestand (s. Disposition) wieder auf. In dieser Form wurde die Richborn-Orgel am 4. März 1821 wieder eingeweiht.

### Disposition 1721 bzw. 1821
Die Disposition folgt der originalen Schreibweise im Kontrakt 1718.
In Klammern gesetzte Register bezeichnen Register, die Wohlien 1821 einbaute, welche die davor genannten Register Richborns ersetzten.
| Manual, oder das Werck CDE–c3 |      |                     |
| Principal                     | 8′   | ab C                |
| Quintadena                    | 16′  |                     |
| Rohrfleit                     | 8′   |                     |
| Octav                         | 4′   |                     |
| Nassat                        | 3′   |                     |
| Super Octav                   | 2′   |                     |
| Rauschpfeiffe II              |      | (Portunal 8')       |
| Mixtur IV–IV                  |      |                     |
| Trompet                       | 8′   |                     |
| Vox humana                    | [8′] | (Viola da Gamba 8') |

| Rück Positiv CDE–c3 |       |                 |
| Principal           | 4′    | [ Anm. 1 ]      |
| Gedackt oder Fleit  | 8′    |                 |
| Blockflöte          | 4′    |                 |
| Octave              | 2′    |                 |
| Waltfleit           | 2′    | Flöte 4'        |
| Siefleit            | 1 ⁄2′ | (Salicional 8') |
| Scharff IV          |       |                 |
| Dulcian             | 8'    |                 |

| Pedahl CDE–d1      |     |                     |
| Untersatz          | 16′ |                     |
| Principal          | 8′  | [ Anm. 1 ]          |
| Octav              | 4′  |                     |
| Raus[ch]pfeiffe II |     | (Quintbass 10 2⁄3′) |
| Mixtur IV–IV       |     | (–)                 |
| Nach[t]horn        | 2′  | (Gedackt 8')        |
| Posaun             | 16′ |                     |
| Trompet            | 8′  |                     |
| Cornet             | 2′  |                     |

- Manual-Schiebekoppel
- 2 Zimbelsterne (Rück Positiv)[Anm. 2]
- 1 Tremulant

- 3 Sperrventile
- 4 Keilbälge
- Windladen: Manuale (Richborn), Pedal (Richborn oder Wohlien)

Anmerkungen
1. 1 2 3  Englisch Zinn.
2. 1 2  Über den Kontrakt hinaus angefertigt.
3. ↑  Möglicherweise hat bereits Richborn die Flöte 4' gebaut.
4. ↑  Wohlien behielt den Richbornschen Umfang wohl bei, erweiterte ihn vielleicht aber auf C-d1.

Im Jahr 1932 wurde die Richborn-Orgel durch eine Orgel der Fa. Wilhelm Sauer (Inh. Oscar Walcker) ersetzt, deren Disposition den Vorstellungen Hans Henny Jahnns folgte. Diese Sauer- oder Clemens-Schultz-Gedächtnis-Orgel wurde in der ersten Hälfte des 20. Jahrhunderts umgebaut, hielt allerdings nur bis 1968 durch, als die Witterung ihr so zugesetzt hatte, dass sie unspielbar wurde. Als Übergangslösung wurde in demselben Jahr eine Orgel (I/6) der Firma Emil Hammer Orgelbau in Gebrauch genommen. In den 1990er-Jahren wurde die Sauer-Orgel aus dem Kirchenraum ausgelagert und 2007 zum Zweck der Restaurierung als Dauerleihgabe an die Orgelstiftung Schloss Valley gegeben.
Die 2011 neu gebaute Orgel mit 20 Registern auf zwei Manualen und einem Pedal ist ein Instrument des Orgelbaumeisters Bartelt Immer. Sie orientiert sich an der Gestalt der Richborn-Orgel mit den Änderungen Wohliens aus der Bauzeit der Kirche. Ihre Disposition lautet:
| I Hauptwerk C–g3 |            |    |
| 1.               | Prinzipal  | 8′ |
| 2.               | Gambe      | 8′ |
| 3.               | Rohrflöte  | 8′ |
| 4.               | Oktave     | 4′ |
| 5.               | Gemshorn   | 4′ |
| 6.               | Nasat      | 3′ |
| 7.               | Oktave     | 2′ |
| 8.               | Mixtur III |    |
| 9.               | Trompete   | 8′ |

| II Positiv C–g3 |             |        |
| 10.             | Doppelflöte | 8′     |
| 11.             | Salicional  | 8′     |
| 12.             | Flöte       | 4′     |
| 13.             | Quinte      | 3′     |
| 14.             | Waldflöte   | 2′     |
| 15.             | Terz        | 1 3⁄5′ |
| 16.             | Dulcian     | 8′     |

| Pedal C–f1 |               |     |
| 17.        | Subbass       | 16′ |
| 18.        | Prinzipalbass | 8′  |
| 19.        | Oktavbass     | 4′  |
| 20.        | Pedalfagott   | 16′ |

- Koppeln: I/II, I/P, II/P
- Tremulant

## Glocken
Von dem vierstimmigen Geläut musste die große Glocke im Ersten Weltkrieg als Metallspende des deutschen Volkes abgeliefert werden, die nächstkleinere Glocke folgte diesem Weg im Zweiten Weltkrieg. Zwischenzeitlich bekam dieses Gotteshaus als Ersatz eine Glocke aus dem Michel und die Gemeinde ließ eine Gussstahlglocke herstellen und aufhängen. Die beiden außen an der Turmspitze übereinander installierten Glocken, die die Viertelstunden und Stunden angeben, sind damit die einzigen original erhaltenen aus dem Baujahr der Kirche. Die allerkleinste stammt aus dem Jahr 1549 und ihre Herkunft ist nicht bekannt.

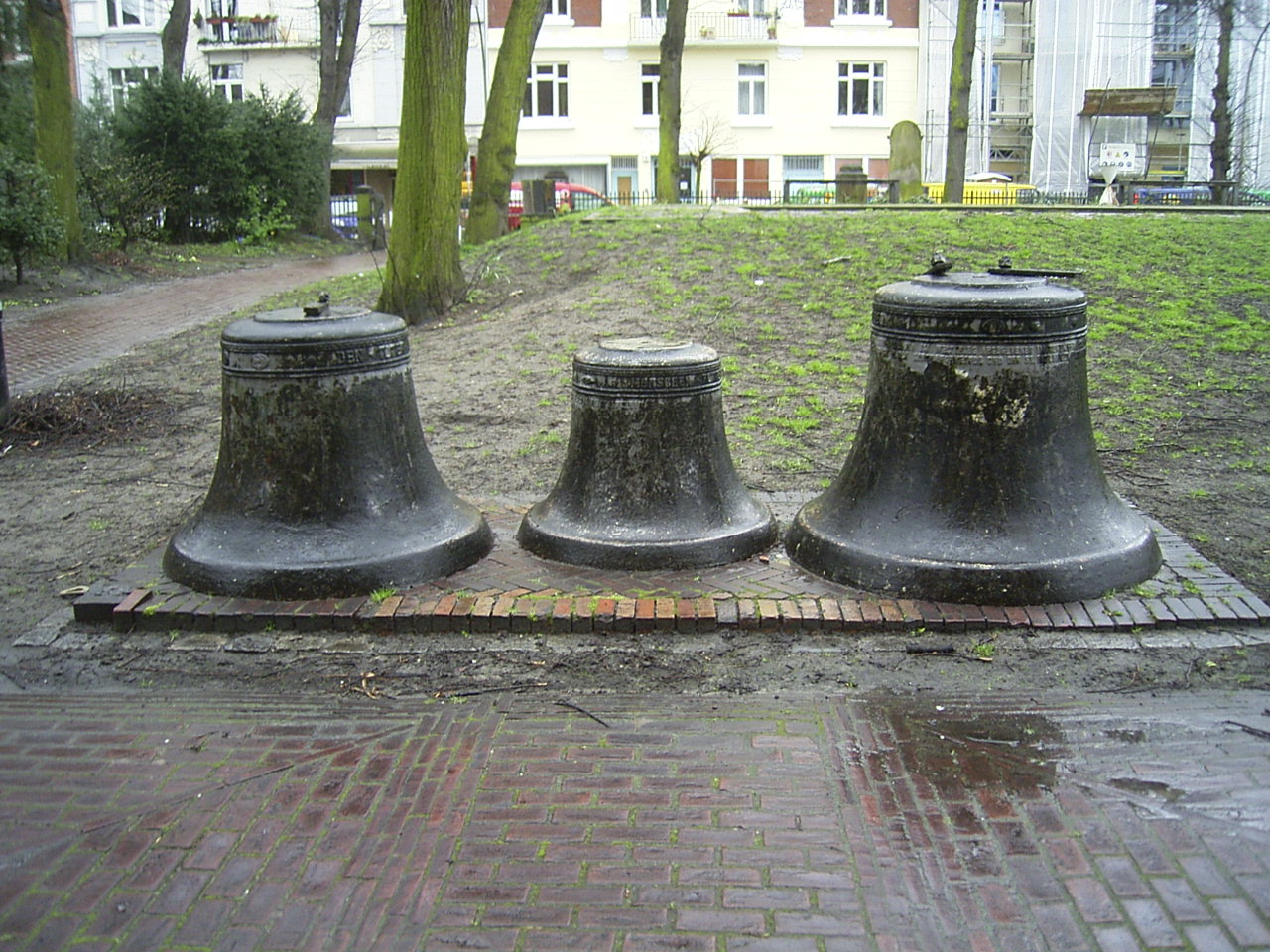
Kirchenglocken vor der Kirche abgestellt

Als nach dem Zweiten Weltkrieg neue Bronzeglocken mit den Tönen e' g' und a' gegossen werden konnten, stellte die Kirchengemeinde die verbliebenen auf der Ostseite des Gotteshauses zu ebener Erde ab.
Im Jahr 2016 erneuerte eine Firma den eisernen Klöppel (auch Hammer oder Schläger genannt) der Stundenglocke. Zusätzlich musste die Kirchturmuhr komplett ersetzt werden.

## Bedeutende Persönlichkeiten und Gemeindearbeit

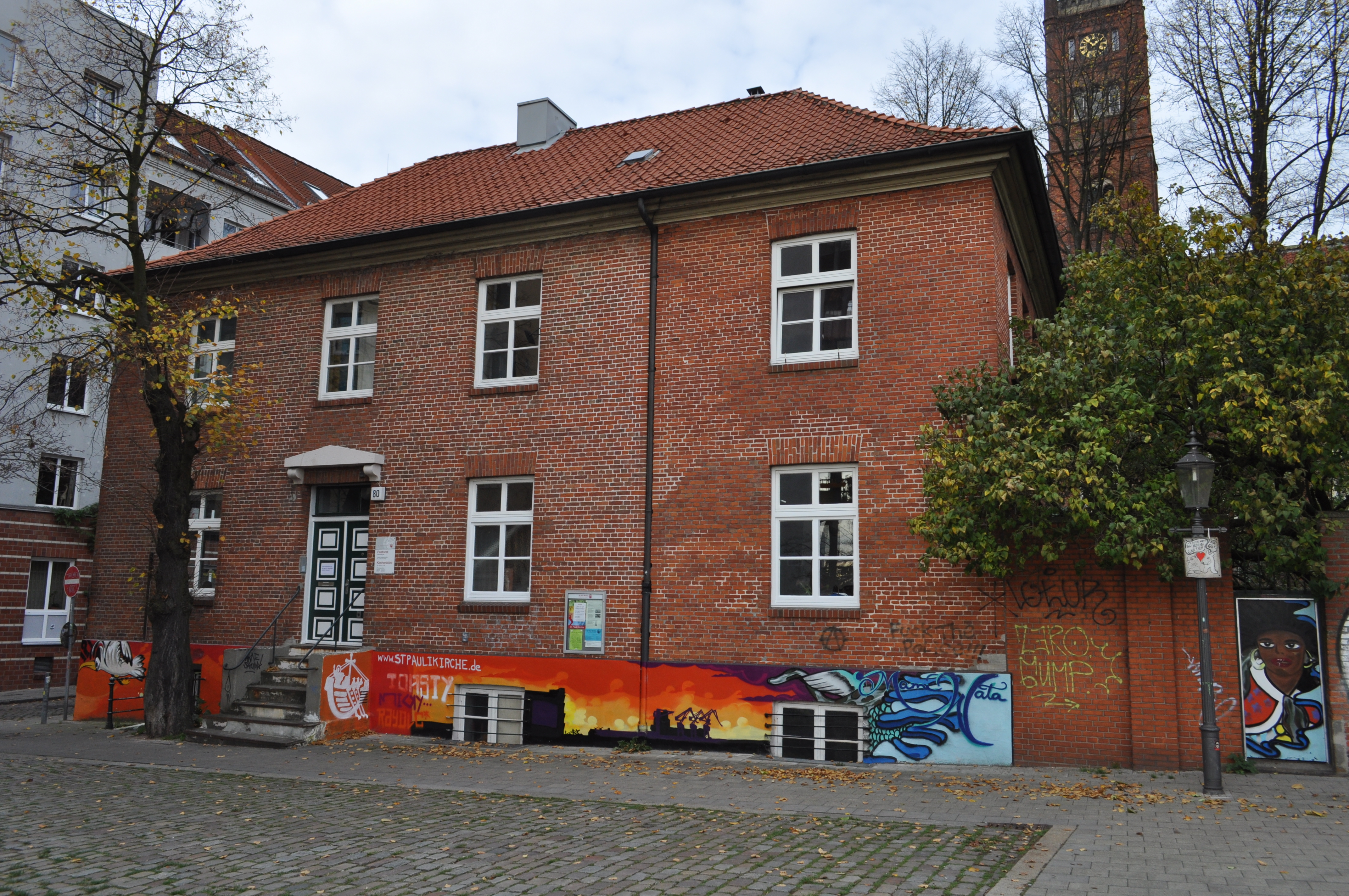
Pfarrhaus Pinnasberg 80

Die St.-Pauli-Gemeinde hatte sich zwei Pfarrhäuser auf dem Kirchengelände in der Straße Pinnasberg errichten lassen (Häuser Nummer 80 und 81).
Erster Pastor nach der Kirchweihe wurde Hermann Gottfried Horn, vor ihm – im alten Gotteshaus – amtierte Paul Merchins (1778–1841). Dem Pastor Horn folgte Carl Heinrich Behrens (1805–1883) im Amt von 1849 bis zu seinem Tod. Der bedeutendste Pastor der Kirche war Clemens Schultz (1862–1914), nach dem eine Straße auf St. Pauli benannt wurde. Schultz war einer der Begründer moderner kirchlicher Jugendarbeit und -fürsorge, er gründete die ersten Lehrlings- oder Gehilfenvereine in Hamburg als Mittel seelsorgerischer und sozialer Betreuung junger Arbeiter.

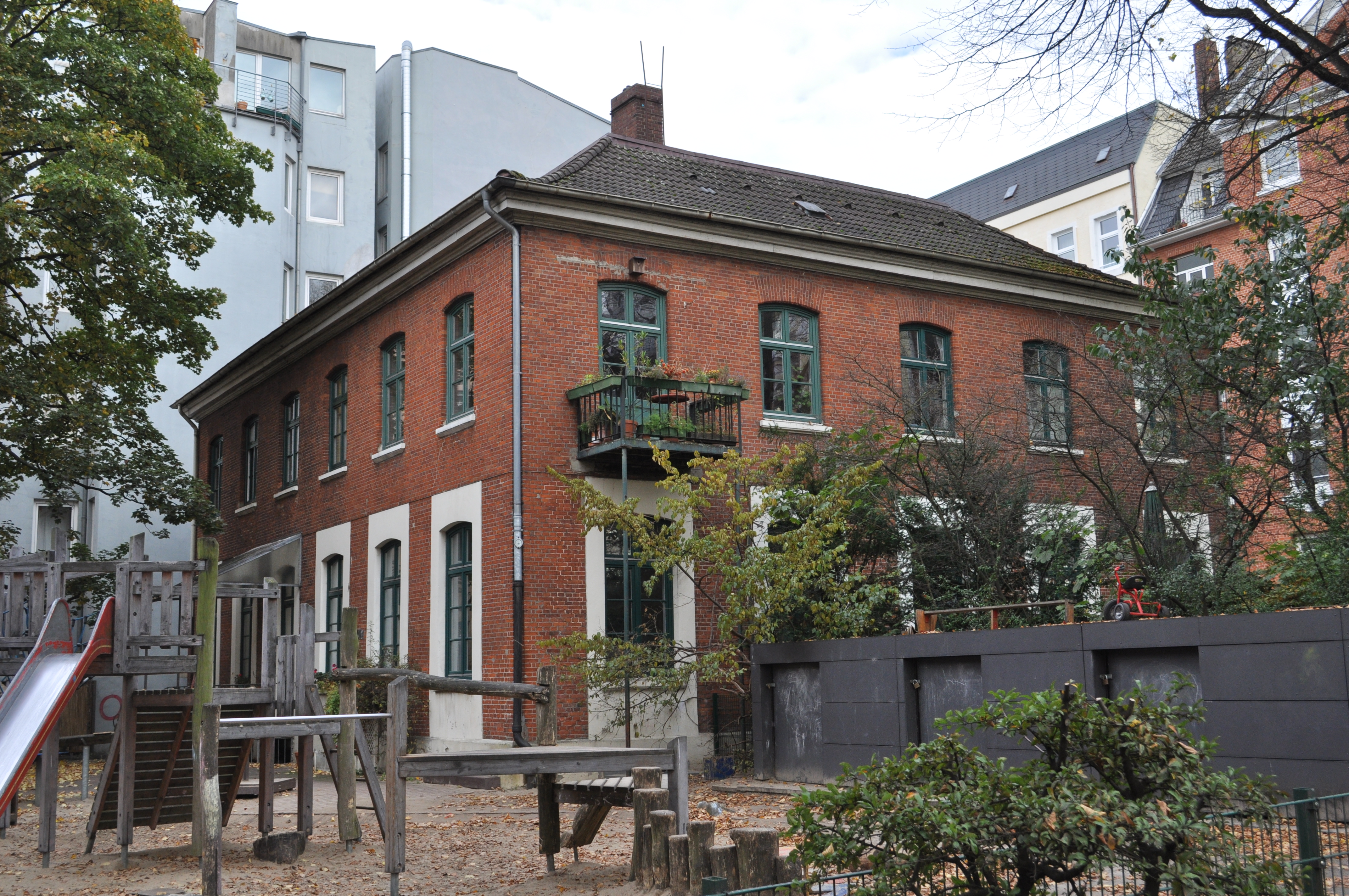
Ehemalige Schule Antonistraße 12

Jugendarbeit stellt seit dem Wirken von Clemens Schultz einen Schwerpunkt der Gemeindearbeit dar. Bereits 1899 gründete die Gemeinde eine Kinderkrippe, die noch immer als Kindertagesstätte existiert. Auf dem Kirchengrundstück wurde deshalb Platz für eine kirchliche Schule gelassen, die auch später über viele Jahrzehnte Bestand hatte. Seit den 1980er-Jahren wird ein Jugendhaus in der Heidritterstraße betrieben, dessen Tätigkeitsschwerpunkt auf der Integration von Jugendlichen unterschiedlicher Herkunft liegt.
Das Gebiet der mit 5500 Mitgliedern recht großen Gemeinde erstreckte sich Anfang der 2010er-Jahre über die Stadtteile St. Pauli, Sternschanze und das Karolinenviertel.
In der Kirche wurde der Rockmusiker Achim Reichel konfirmiert. Im Jahr 2013 kamen 80 Flüchtlinge für mehrere Monate in der Gemeinde unter.
Im September 2013 fand in der Kirche die Urlesung von Elfriede Jelineks Die Schutzbefohlenen statt, unter Beteiligung von Flüchtlingen und Schauspielern des Thalia Theaters.
Koordinaten: 53° 32′ 48,7″ N, 9° 57′ 23,4″ O

## St. Pauli in den Medien
Die Kirche diente als Kulisse für den Film Der Hafenpastor, der am 12. September 2012 in der Reihe FilmMittwoch im Ersten lief. Den Hafenpastor Stefan Book spielte der Hamburger Schauspieler Jan Fedder.

## Archivalische Quellen
- Im Staatsarchiv der Freien und Hansestadt Hamburg finden sich unter der Signatur 512-8_XI D 7 Fasc.8 Quittungen für Erd-, Glocken-, Becken- und Kanzelgeld der St. Paulikirche[18]